# ダナエ (アルテミジア・ジェンティレスキ)
『ダナエ』（伊: Danae, 英: Danaë）は、イタリアのバロック期の女性画家アルテミジア・ジェンティレスキが1612年頃に制作した絵画である。油彩。ギリシア神話の英雄ペルセウスの母となったダナエの物語を主題としている。アルテミジアがわずか19歳のときに描いたと考えられているが、帰属や制作年代については研究者の間で見解が割れている。1980年代にサザビーズのオークションに初めて登場して広く知られるようになった。現在はミズーリ州セントルイスのフォレスト・パークにあるセントルイス美術館に所蔵されている。

## 主題
神話によるとダナエは古代のアルゴスの王であったアクリシオスの娘として生まれた。父アクリシオスは神託で孫に殺されると予言されたため、ダナエを幽閉して孫が生まれるのを阻止しようとした。しかし彼女に恋をしたゼウス（ローマ神話のユピテル）は、黄金の雨に変身してダナエが幽閉された部屋に侵入し、彼女に降り注いで交わった。その後、アクリシオスはダナエがペルセウスを出産したのを発見し、彼女とその息子を箱の中に入れて海に流した。成長したペルセウスは怪物メドゥーサを退治し、エチオピア王女アンドロメダと結婚したが、祖父アクリシオスは予言の成就を恐れて国外に逃亡した。のちにペルセウスはテッサリア地方の都市ラーリッサで競技祭が開催された際に円盤投げの競技に参加したが、投じた円盤が競技を観戦していた老人に当たって死なせてしまった。この老人が実はアクリシオスであったという。

## 作品

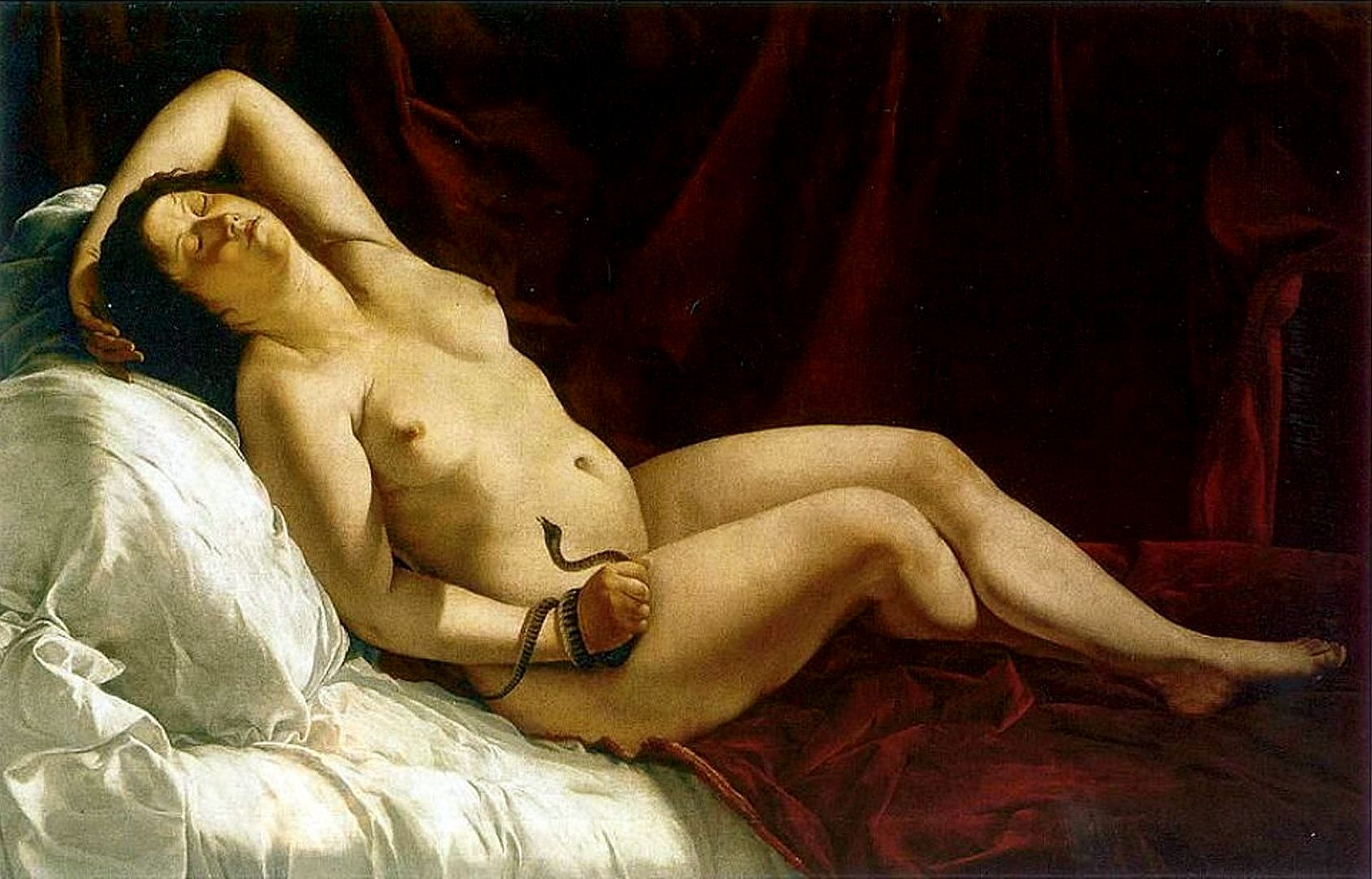
アルテミジア・ジェンティレスキの『クレオパトラ』。ミラノ個人蔵。

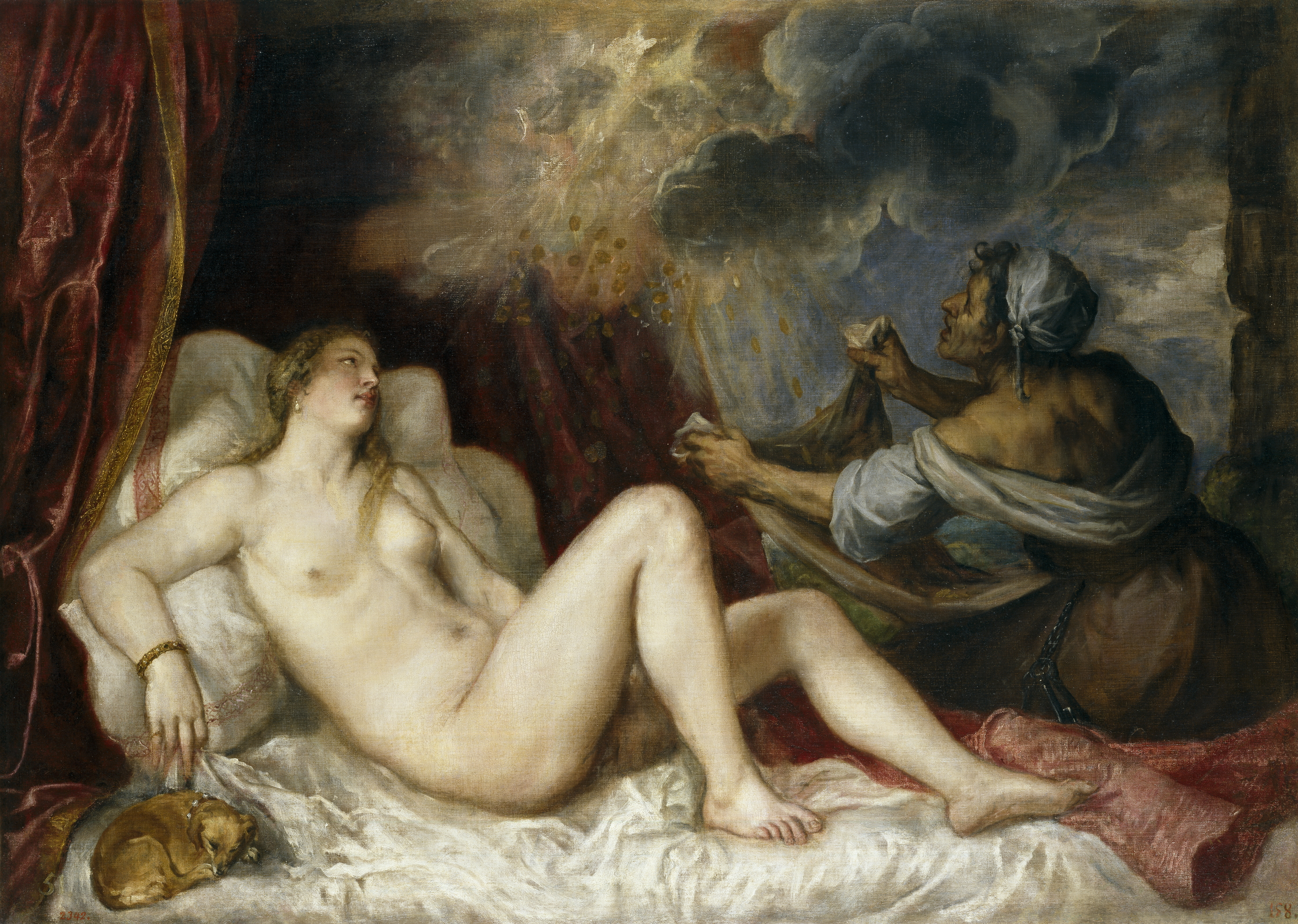
ティツィアーノ・ヴェチェッリオの『ダナエ』。プラド美術館所蔵。

ダナエは一切の衣服を身にまとわずに、暗い室内にある豪華な織物が敷かれたベッドの上に横たわっている。画面上部からはダナエの身体にめがけて金貨が降り注ぎ、彼女の肌の上（特に太股の間）に落ちている。またダナエの右手は複数の金貨を握りしめている。一方、画面右奥では頭に白いスカーフをかぶった召使が青いスカートの裾をつかんで大きく広げて、降り注ぐ金貨を集めている。19歳のアルテミジアはダナエの金髪、豊かな布地、肌の上に落ちる金貨などの様々な質感を捉えることに卓越しており、カラヴァッジョ風の陰影とともに、父オラツィオから習得した微妙な肌の色調と豊かな表面を描く絵画技術を反映している。
構図はほとんど同時期に制作された『クレオパトラ』 (Cleopatra) に基づいている。構図の主要な要素である横たわる女性像は同一のものを使用しており、サイズを大幅に縮小した複製画ともいうべき作品である。『クレオパトラ』では横たわる女性像は右手に毒蛇を握りしめているが、アルテミジアはこれを巧みな翻案により金貨に変更した。この握りしめた右手の指の間に描かれた金貨はゼウスとの間に起きた性的な抱擁を暗示している。通常、ダナエは挑発的な誘惑者か、あるいは迫り来る運命に対して貞淑で純真な女性として描かれたが、これに対してアルテミジアの作品はダナエの指の間に金貨を描いたことにより、結婚初夜を経験しているダナエを描いた数少ない絵画の1つとなっている。
召使いの配置とポーズは明らかにルネサンス期のティツィアーノ・ヴェチェッリオが描いた『ダナエ』（Danaë）のプラド美術館のバージョンからインスピレーションを得ている。またアルテミジアはティツィアーノの図像に見られる裸と着衣の遊びを、スカーフで覆われた召使の頭および肩とダナエの全裸とを対比させることでさらに発展させている。さらにダナエの右腕上部を長髪で撫でさせることで、絵画の官能性を最大限に高めている。

### 帰属
1980年代に新しく発見された本作品は研究者の間で帰属と制作年代について活発な議論を引き起こした。帰属についてはアルテミジア・ジェンティレスキとするか父オラツィオ・ジェンティレスキとするかで見解が割れている。本作品はサザビーズの競売ではオラツィオの作品として売却されたが、パトリック・マティーセン（Patrick Matthiesen）はこれを最初にアルテミジアの作品として出版し、その帰属は美術史家ベネディクト・ニコルソン、ジャンニ・パピ（Gianni Papi）とロベルト・コンティーニ（Roberto Contini）によって認められている。その一方でシドニー・ジョセフ・フリードバーグ、エーリッヒ・シュライアー（Erich Schleier）、レイモンド・ウォード・ビッセルはオラツィオが描いたと主張した。ただしシュライアーは最近になってオラツィオとする見解を疑問視している。メアリー・ガラードはアルテミジアの画家となった娘の1人が『クレオパトラ』の縮小版を制作したことを示唆している。

### 支持体
支持体には銅板を使用している。アルテミジアが実際に銅板を用いたことは、1621年に作成された彼女の財産目録に3点の銅板画が記載されていることから知られている。以前は『ロザリオを持つ聖母子』（Virgin and child with a Rosary）、『聖アポロニア』（Saint Apollonia）、『眠るプットー』（Sleeping Putto）の3点がアルテミジアの銅板画として知られていたが、後者の2点は失われている。

## 来歴
本作品は1986年2月22日のサザビーズ・モナコの競売で初めて登場した。これを購入したのはアメリカ合衆国出身の女性美術商ケイト・ガンツ（Kate Ganz, Ltd.）であった。その後、絵画は同年のうちにロンドンのモートン・モーリス＆カンパニー・リミテッド（Morton Morris & Company Ltd.）の手に渡り、さらにそれを同年8月1日にセントルイス美術館が購入した。

## ギャラリー
関連作品

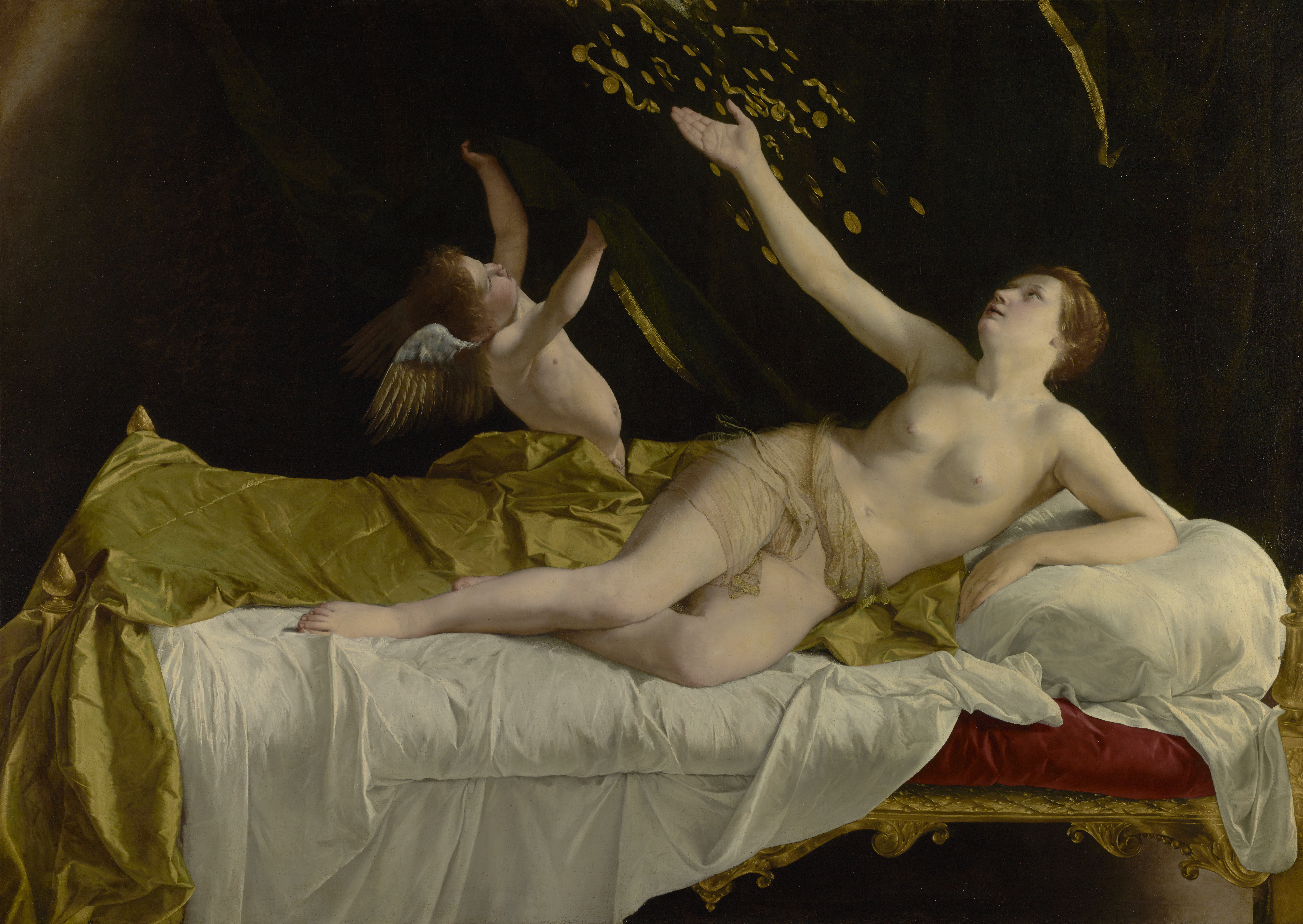
オラツィオ・ジェンティレスキ『ダナエ』1621年から1623年 J・ポール・ゲティ美術館所蔵[7]。